# ドリームベッド
ドリームベッド株式会社（DREAMBED CO.,LTD.）は、広島県広島市に本社を置く寝具メーカー。東京証券取引所スタンダード市場上場。

## 概要
1950年に特別調達庁から占領軍の払い下げを受けたベッドの修理販売を開始したことが始まり。1957年に法人に改組されて以降は、ベッド用のマットレスの製造・販売の他にも、海外メーカーとライセンス契約した上で、海外ブランドのマットレスやソファの製造・販売も行っている。また、広島・東京・名古屋・大阪などに各ブランドのショールームを持つ。

## 沿革
- 1950年10月 - 創業。
- 1957年7月 - 広島ベッド商会の製造部門を分離して設立。
- 1964年9月 - 広島ベッド商会の商号をエッチビードリームベッドに変更。
- 1968年3月 - マットレスの製造を開始。
- 1975年9月 - 西ドイツRUF-BETT社との間で、RUF-BETTブランドの日本における独占的ライセンス契約を締結（1998年8月に契約解消）。
- 1978年12月 - アメリカSerta社との間で、Sertaブランドの日本における独占的ライセンス契約を締結。
- 1981年5月 - フランスLigne Roset社との間で、Ligne Rosetブランドの日本における独占的ライセンス契約を締結。
- 1983年8月 - 初のショールームを広島市西区に開設。
- 2002年12月 - ドリームファニチャ、ドリーム化工、ドリーム総合研究所、あさひ産業を吸収合併。
- 2003年4月 - エッチビードリームベッド、ドリーム特販、ドリームリース、高須霊園販売、三礼興産を吸収合併。
- 2007年8月 - RUF-BETT社との間で、RUF-BETTブランドの日本における独占的ライセンス契約を9年ぶりに締結。
- 2021年6月 - 東京証券取引所第二部に上場。
- 2023年12月 - 東京支社を開設。

## 事業所
- 本社・広島営業所 - 広島県広島市西区己斐本町3-12-39
- 仙台営業所 - 宮城県仙台市若林区荒井八丁目10番地の1
- 北関東営業所 - 埼玉県春日部市不動院野2742-1
- 東京営業所・南関東営業所 - 東京都中央区日本橋3丁目2-9 三晶ビル2F
- 金沢営業所 - 石川県金沢市高畠2-178
- 名古屋営業所 - 愛知県名古屋市西区中小田井3-248
- 近畿営業所 - 大阪府摂津市鳥飼本町5-1-11
- 大阪事務所 - 大阪府大阪市中央区南船場2-12-5 心斎橋イーストスクエア3F
- 四国営業所 - 香川県高松市六条町1136番地3 北谷テナント4
- 福岡営業所 - 福岡県福岡市東区箱崎ふ頭4-16-6
- 八千代第一工場 - 広島県安芸高田市八千代町佐々井1090-
- 八千代第二工場 - 広島県安芸高田市八千代町佐々井538-1
- 千代田工場 - 広島県山県郡北広島町新郷6
- あさひ工場 - 広島県広島市安佐北区あさひが丘6-8-18